# 林淑敏
林淑敏（英語：Mandy Lam Suk Man，1976年10月17日—），香港女演員及主持，為《2000年度香港小姐競選》「網上最奪目小姐」，現為無綫電視經理人合約女藝員。她於《萬千星輝頒獎典禮2018》憑《愛·回家之開心速遞》「龍力蓮」一角奪得「最佳女配角」獎。

## 個人經歷

### 早年生活（1976年－1999年）
林淑敏生於九龍，祖籍廣東廣州，早年在觀塘順安邨生活，家有兩名胞兄。她曾就讀位於邨內的迦密梁省德學校，後來赴台灣求學兩年，11歲便隨家人移民到加拿大多倫多生活。 林淑敏在當地升讀中學，分別在布魯亞書院（Bloor Collegiate Institute）以及柏杜書院（Parkdale Collegiate Institute）完成Grade 7-12中學課程。其後畢業於多倫多大學因尼斯書院（Innis College）。在大學第二年級之後的學年選讀電影研究專業，並於1999年畢業。林淑敏於大學畢業後回流香港，曾應徵電視台及製作公司的製作助理、副導演的工作，但因有關人員覺得她的形象太斯文。結果她去了當空中服務員，為時7個月。

### 選美入行（2000年－2016年）
林淑敏在23歲 (千禧年)時參加2000年香港小姐競選，同屆有簡慕華和劉慧蘊，在填報志願時表示希望能成為一位成功的電影製作人， 她最終在決賽中擠身五強，並贏得「網上最奪目小姐」獎項。参選香港小姐后，林淑敏決定不簽無綫經理人合約，投入一家日本電視台的幕後工作。後期開始接模特兒工作，於2002年起參演無綫電視的劇集；早期擔當的都是不起眼的配角，如妓女、女友、情婦、二奶等負面角色或閒角。2003年與禾子瑜，甄子菁，毛舜筠，Twins拍攝《見習黑玫瑰》。2005年曾經憑《翻新大少》榮獲提名《2005年度萬千星輝賀台慶》「飛躍進步女藝員」。直到2010年至2013年密集式出現在多部劇集而受關注，其中《仁心解碼》飾演的邪教教徒潘小敏、《點解阿Sir係阿Sir》的女教師陳美美（Miss Chan Chan）、《衝呀！瘦薪兵團》中飾演的陳愛蓮、《幸福摩天輪》的文婉嫻（靚媽）以及《On Call 36小時II》的自私媽媽周夜虹（虹虹）一角更備受矚目，大獲好評。
2011年，林淑敏在微博上表示在2010年不幸患上第二期乳癌，眾藝人紛表示祝福。及後，與曾患乳癌的另一女藝員溫裕紅接受《蘋果日報》的專訪。最終，林淑敏於10月初公佈抗癌成功之喜訊。同年，林淑敏在劇集《真相》中飾演巴辣名媛余敏莉（Emily）一角，演出誇張，引起網民關注，亦令其人氣急升。2012年2月，她為維特健靈盈活雲芝拍攝廣告，同時宣佈與拍拖12年男友結婚，婚期定於2013年2月。同年，林淑敏除了參演無綫電視的劇集外，還在午間婦女節目《都市閒情》擔任主持。
2012年，林淑敏於《衝呀！瘦薪兵團》飾演陳愛蓮一角，把角色演得入形入格，並獲許多觀眾讚賞林淑敏的演技。最讓觀眾心動的是第20集，林淑敏望其丈夫度過難關而大聲狂罵車詠嫻（郭少芸飾）和賈波平（鄭子誠飾），更令其人氣急升。2013年，於《幸福摩天輪》中飾演文婉嫺（靚媽）一角，愛女心切的演技再次獲得好評，演技備受肯定。2013年，在台慶劇《On Call 36小時II》中所飾演的自私媽媽周夜虹（虹虹）一角，顯露出因親子患上疾病而心痛，而不願意將肝臟捐贈給親子的自私媽媽，而再度獲得關注。

### 獲得廣泛認同（2017年至今）
2017年起，林淑敏在《愛·回家之開心速遞》中飾演大小姐「龍力蓮」一角而走紅，林淑敏把野蠻潑辣卻又對愛情有憧憬的大小姐發揮得淋漓盡致，表現亮眼，得到網民一致認同。林淑敏因扮演「大小姐」龍力蓮而人氣急升，其惡女形象、與送水輝的愛情線都深得觀眾、網民的喜愛，大讚林淑敏的演技令人印象深刻，「夠癲、夠霸氣」，成為今次「最佳女配角」的大熱門，多個論壇都有帖文支持她，她在不同民選活動中均取得佳績，更奪得民選最佳女配角。同時，林淑敏更憑此角在《萬千星輝頒獎典禮2017》中首次獲得「最佳女配角」的提名，並入圍最後五強。
因應「大小姐」熱潮，林淑敏在2018年1月18日播出的午間婦女節目《都市閒情》中接受該節目其他主持的訪問，並受《東張西望》邀請，於1月26日播出的節目拍攝與許家傑到大牌檔品嚐美食的情況。而因應「大小姐」角色帶動，林淑敏於2018年3月中再由無綫電視基本藝人合約轉為經理人合約，這是她繼香港小姐競選後第二次簽下無綫電視經理人合約。
2018年，林淑敏再次憑「大小姐」龍力蓮一角獲得《萬千星輝頒獎典禮》的提名，她於《萬千星輝頒獎典禮2018》中榮獲提名「馬來西亞最喜愛TVB女主角」及「新加坡最喜愛TVB女主角」，這是她首次獲得女主角獎項的提名。同年，她亦憑著於劇中精湛的演技以及與宋瑞輝（許家傑飾）賺人熱淚的感情線，獲得網民的一致好評及稱讚，更榮獲《萬千星輝頒獎典禮2018》的「最佳女配角」，同時與許家傑一同提名「最受歡迎電視拍擋」，並以大熱姿態「冧莊」《觀眾在民間電視大奬》的「民選最佳女配角」的獎項。同年，她獲得《YAHOO!搜尋人氣大獎2018》「人氣電視女角色」，並與許家傑一同獲得「人氣電視螢幕情侶」，大受歡迎，人氣備受肯定。
2019年，林淑敏已憑龍力蓮一角獲得四個女配角獎項，實力備受肯定。同年，她獲提名《萬千星輝頒獎典禮2019》「最受歡迎電視女角色」，這是她第一次提名該獎項，並成功入圍最後五強，並與許家傑再度提名「最受歡迎電視拍檔」。2020年更憑此角色首次於《萬千星輝頒獎典禮2020》入圍「最佳女主角」，這是她第一次提名該獎項，並成功入圍最後五強，而這次入圍令她連續四年在所入圍的提名組別中皆入選最後五強。2021年，林淑敏再度於《萬千星輝頒獎典禮2021》憑此角色入圍「最佳女主角」、「最受歡迎電視女角色」及「馬來西亞最喜愛TVB女主角」，並與許家傑獲頒「最受歡迎電視拍檔」。

## 家庭生活
2013年2月23日，林淑敏與從事避雷針系統生意的商人陳中原（Tommy）結婚，13年情侶關係開花結果成為夫妻。

## 演出作品

### 電視劇（無綫電視）
| 首播         | 劇名               | 角色                                         |
| 2002年       | 皆大歡喜           | 白無瑕                                       |
| 2002年       | 談判專家           | Joyce                                        |
| 2002年       | 絕世好爸           | 女 子                                        |
| 2003年       | 撲水冤家           | 時裝店老闆娘                                 |
| 2003年       | 洗冤錄II           | 棠 妻                                        |
| 2003年       | 皆大歡喜           | 女同志                                       |
| 2003年       | 黑夜彩虹           | Jackie                                       |
| 2003年       | 帝女花             | 費貞娥                                       |
| 2003年       | 衝上雲霄           | Mandy                                        |
| 2003年       | 美麗在望           | 模特兒                                       |
| 2003年       | 俗世情真           | B&W接待員                                    |
| 2004年       | 陀槍師姐IV         | 朱綽莉（Cherry）                             |
| 2004年       | 翡翠戀曲           | Cat                                          |
| 2004年       | 追魂交易           | 模特兒                                       |
| 2004年       | 無名天使3D         | Annie                                        |
| 2004年       | 隔世追兇           | 探 員                                        |
| 2004年       | 天涯俠醫           | 義 工                                        |
| 2004年       | 水滸無間道         | Lucy                                         |
| 2004年       | 廉政行動2004       | June                                         |
| 2005年       | 驚艷一槍           | 妃 子                                        |
| 2005年       | 甜孫爺爺           | 招聘會職員                                   |
| 2005年       | 翻新大少           | 戴少麗                                       |
| 2005年       | 老婆大人           | 天女友                                       |
| 2005年       | 窈窕熟女           | 女 模                                        |
| 2005年       | 窈窕熟女           | 女 客                                        |
| 2005年       | 窈窕熟女           | 女客甲                                       |
| 2005年       | 窈窕熟女           | 美 女                                        |
| 2005年       | 心花放             | Mandy                                        |
| 2005年       | 開心賓館           | Lily                                         |
| 2005年       | 奪命真夫           | 醫 生                                        |
| 2005年       | 秀才遇著兵         | 春 花                                        |
| 2005年       | 識法代言人         | Mandy                                        |
| 2005年       | 奇幻潮             | 同 事                                        |
| 2005年       | 酒店風雲           | 秘 書                                        |
| 2005年       | 人間蒸發           | 女明星                                       |
| 2005年       | 本草藥王           | 楚王妻                                       |
| 2005年       | 心理心裏有個謎     | Gigi                                         |
| 2006年       | 鐵血保鏢           | 貞                                           |
| 2006年       | 施公奇案           | 村 婦                                        |
| 2006年       | 潮爆大狀           | 法援署職員                                   |
| 2006年       | 天幕下的戀人       | 情 婦                                        |
| 2006年       | 高朋滿座           | 巫小姐                                       |
| 2006年       | 高朋滿座           | 餐厅职员                                     |
| 2006年       | 高朋滿座           | 美容師                                       |
| 2006年       | 高朋滿座           | 交友營女導遊（第120集）                      |
| 2006年       | 高朋滿座           | May                                          |
| 2006年       | 上海傳奇           | 周 萍                                        |
| 2006年       | 女人唔易做         | 玲下屬                                       |
| 2006年       | 飛短留長父子兵     | Shelia助手                                   |
| 2006年       | 法證先鋒           | Louisa                                       |
| 2006年       | 人生馬戲團         | 情 婦                                        |
| 2006年       | 愛情全保           | 伴 娘                                        |
| 2006年       | 鳳凰四重奏         | 妻 子                                        |
| 2006年       | 千謊百計           | 被騙婦人                                     |
| 2006年       | 男人之苦           | Chris                                        |
| 2006年       | 刑事情報科         | 藝 人                                        |
| 2006年       | 東方之珠           | 歌 女（第3集）                               |
| 2007年       | 突圍行動           | 模特兒美                                     |
| 2007年       | 溏心風暴           | Josephine                                    |
| 2007年       | 寫意人生           | Carmen                                       |
| 2007年       | 強劍               | 花懸雨（赤琴仙子）                           |
| 2007年       | 師奶兵團           | 老 師                                        |
| 2007年       | 鐵咀銀牙           | 程曼芬                                       |
| 2007年       | 建築有情天         | 護 士                                        |
| 2007年       | 舞動奇蹟           | 裁判員                                       |
| 2007年       | 通天幹探           | 老 師                                        |
| 2007年       | 廉政行動2007       | 黃芷蕾                                       |
| 2007年       | 廉政行動2007       | Mandy                                        |
| 2007年       | 廉政行動2007       | Nancy                                        |
| 2007年       | 廉政行動2007       | 恩                                           |
| 2007年       | 同事三分親         | 新聞報道員                                   |
| 2007年       | 同事三分親         | Vivian                                       |
| 2007年       | 同事三分親         | Helen                                        |
| 2007年       | 蘭花劫             | 護 士                                        |
| 2008年       | 最美麗的第七天     | Apple                                        |
| 2008年       | 秀才愛上兵         | 沈玉嫻                                       |
| 2008年       | 野蠻奶奶大戰戈師奶 | 高家宜                                       |
| 2008年       | 畢打自己人         | Coco                                         |
| 2008年       | 畢打自己人         | 龍 嫂                                        |
| 2008年       | 畢打自己人         | 張 太                                        |
| 2008年       | 原來愛上賊         | Helen Lee                                    |
| 2008年       | 和味濃情           | May                                          |
| 2008年       | 搜神傳             | 小 蓮                                        |
| 2008年       | 溏心風暴之家好月圓 | Mandy                                        |
| 2008年       | 珠光寶氣           | Patty                                        |
| 2008年       | Click入黃金屋      | June                                         |
| 2008年       | 師奶股神           | 性感女郎                                     |
| 2008年       | 尖子攻略           | 彭锦秋之前女友                               |
| 2008年       | 金石良緣           | 化妝小姐                                     |
| 2008年       | 銀樓金粉           | 曹洪八姨太                                   |
| 2009年       | 桌球天王           | Ivy                                          |
| 2009年       | 烈火雄心3          | 沈丹丹                                       |
| 2009年       | 蔡鍔與小鳳仙       | 嫣艷菲                                       |
| 2009年       | 巾幗梟雄           | 廚 娘                                        |
| 2009年       | ID精英             | Iris                                         |
| 2009年       | 老婆大人II         | May                                          |
| 2009年       | 美麗高解像         | 張嘉怡                                       |
| 2009年       | 宮心計             | 皓女工                                       |
| 2009年       | 富貴門             | Fiona                                        |
| 2010年       | 秋香怒點唐伯虎     | 巧 蓮                                        |
| 2010年       | 飛女正傳           | Betty                                        |
| 2010年       | 談情說案           | Mary                                         |
| 2010年       | 蒲松齡             | 祝 妻                                        |
| 2010年       | 公主嫁到           | 如 花                                        |
| 2010年       | 天天天晴           | 主 持                                        |
| 2010年       | 天天天晴           | 銀行職員                                     |
| 2010年       | 搜下留情           | 丁惠芬                                       |
| 2010年       | 巾幗梟雄之義海豪情 | 莫燕萍                                       |
| 2010年       | 依家有喜           | Shirley                                      |
| 2010年       | 囧探查過界         | 阮 倩                                        |
| 2010年       | 情越雙白線         | 地產經紀                                     |
| 2011年       | 誘情轉駁           | 女犯人                                       |
| 2011年       | 仁心解碼           | 潘小敏                                       |
| 2011年       | 隔離七日情         | 安 母                                        |
| 2011年       | 你們我們他們       | Helen                                        |
| 2011年       | Only You 只有您    | 婚紗店店主                                   |
| 2011年       | 女拳               | 吳金喜                                       |
| 2011年       | 點解阿Sir係阿Sir   | 陳美美（Miss Chan Chan）                     |
| 2011年       | 花花世界花家姐     | 醫 生                                        |
| 2011年       | 怒火街頭           | 邢曼華                                       |
| 2011年       | 真相               | 余敏莉（Emily）                              |
| 2011年       | 布衣神相           | 妓 女                                        |
| 2011年       | 蓋世孖寶           | 小 鵲                                        |
| 2011年       | 法證先鋒III        | 王長玲                                       |
| 2012至2014年 | 愛·回家 (第一輯)   | 簡子淇（小K）                                |
| 2012至2014年 | 愛·回家 (第一輯)   | 雷姿珠                                       |
| 2012至2014年 | 愛·回家 (第一輯)   | Rachael                                      |
| 2012年       | 盛世仁傑           | 花 好                                        |
| 2012年       | 衝呀！瘦薪兵團     | 陳愛蓮（Irene）                              |
| 2012年       | 護花危情           | Karen                                        |
| 2012年       | 飛虎               | 森 妻                                        |
| 2012年       | 大太監             | 婉 貞                                        |
| 2012年       | 幸福摩天輪         | 文婉嫻（靚媽）                               |
| 2013年       | 法網狙擊           | Mandy                                        |
| 2013年       | 初五啟市錄         | 淑 賢                                        |
| 2013年       | 神探高倫布         | 陳 果                                        |
| 2013年       | 金枝慾孽貳         | 舒祿佳·暮環                                  |
| 2013年       | 好心作怪           | 阮小蘭                                       |
| 2013年       | 法外風雲           | May姐                                        |
| 2013年       | On Call 36小時II   | 周夜虹（虹虹）                               |
| 2013年       | My盛Lady           | 王滴滴                                       |
| 2014年       | 新抱喜相逢         | 司 儀                                        |
| 2014年       | 愛我請留言         | A. Lin                                       |
| 2014年       | 我們的天空         | 劉 太                                        |
| 2014年       | 忠奸人             | Lisa                                         |
| 2014年       | 載得有情人         | Joey                                         |
| 2015年       | 四個女仔三個BAR    | 奕群蓮                                       |
| 2015年       | 天眼               | 錢 太                                        |
| 2015年       | 樓奴               | 余秀卿                                       |
| 2015年       | 愛·回家 (第二輯)   | 新 母                                        |
| 2015年       | 陪著你走           | 夏一蓮                                       |
| 2015年       | 實習天使           | 余碧珠（青年）                               |
| 2016年       | 愛情食物鏈         | Flora                                        |
| 2016年       | 鐵馬戰車           | 招彩雲                                       |
| 2016年       | 潮流教主           | 主 持                                        |
| 2016年       | 殭                 | 殭 屍 (第23集）                              |
| 2016年       | 愛·回家之八時入席  | Dina（Dina姐）                               |
| 2016年       | 純熟意外           | 強 嫂                                        |
| 2016年       | 完美叛侶           | 周燕媛（Carmen）                             |
| 2016年       | 超能老豆           | Helen                                        |
| 2016年       | 律政強人           | 羅貝如（Elsa）                               |
| 2016年       | 巨輪II             | Mon姐                                        |
| 2016年       | 幕後玩家           | Wood姐                                       |
| 2017年至今   | 愛·回家之開心速遞  | 宋龍力蓮（大小姐、Linda)                     |
| 2017年至今   | 愛·回家之開心速遞  | 龍吳家柔(青年)(第986集)                      |
| 2017年至今   | 愛·回家之開心速遞  | 宋勵勤(純屬虛構的成年宋飛立的弟弟，第1623集) |
| 2017年       | 與諜同謀           | 張靜怡                                       |
| 2017年       | 我瞞結婚了         | 婦科醫生                                     |
| 2017年       | 全職沒女           | 慕容芳荌                                     |
| 2017年       | 同盟               | 陳潔茹（Annie）                              |
| 2017年       | 降魔的             | 葉佩薇（Ivy、Ivy姐）                         |
| 2017年       | 誇世代             | Money姐                                      |
| 2017年       | 溏心風暴3          | Karen                                        |
| 2018年       | 平安谷之詭谷傳說   | 立秋嫂                                       |
| 2018年       | 棟仁的時光         | 成之美（May）                                |
| 2018年       | BB來了             | Joanne                                       |
| 2018年       | 跳躍生命線         | 呂劍雄大姐                                   |
| 2018年       | 是咁的，法官閣下   | 賈慕芝（Mary）                               |
| 2020年       | 降魔的2.0          | 葉佩薇（Ivy、Ivy姐）                         |

### 電影
| 首映   | 電影名             | 角色     |
| 2003年 | 雙雄               | 健女友   |
| 2003年 | 見習黑玫瑰         | 紫藤黨員 |
| 2013年 | 2013我愛HK恭囍發財 | 銀行師奶 |

### 電視節目（無綫電視）
| 首播          | 節目名                       | 日期／集數                           | 備註                       |
| 2005年        | 萬千星輝賀台慶2005           | 11月19日                             | 萬千星輝頒獎典禮環節候選人 |
| 2011年-2018年 | 都市閒情                     | N/A                                  | 主持                       |
| 2011年        | 今日VIP                      | 第208集 10月24日                     | 嘉賓                       |
| 2013年        | 今日VIP                      | 4月2日                               | 嘉賓                       |
| 2014年        | 守護生命的故事               | 第11集                               | 演出模擬片段               |
| 2014年        | 姊妹淘                       | 第259集（8月4日）、第261集（8月6日） | 嘉賓                       |
| 2015年        | 甜心先生                     | 第15集                               | 嘉賓                       |
| 2017年        | 2017澳門國際幻彩大巡遊       | 12月23日                             | 主持                       |
| 2018年-2020年 | 流行都市                     | N/A                                  | 主持                       |
| 2018年        | 萬千星輝頒獎典禮2017         | 1月21日                              | 候選人                     |
| 2018年        | 都市閒情之安齡初一冇時停     | 2月16日                              | 參賽者                     |
| 2018年        | 2018國泰航空新春國際匯演之夜 | 2月16日                              | 舞蹈演出                   |
| 2018年        | 東張西望                     | 1月26日                              | 嘉賓                       |
| 2018年        | X偏方 全民拆解               | 第1集                                | 嘉賓                       |
| 2018年        | 兄弟幫                       | 第2102、2103集                       | 嘉賓                       |
| 2018年        | 流行經典50年                 | 第41集                               | 嘉賓                       |
| 2018年        | 今日VIP                      | 7月27日                              | 嘉賓                       |
| 2018年        | TVB 50+1周年再出發           | N/A                                  | 嘉賓                       |
| 2018年        | TVB 50+1再出發節目巡禮2019   | 11月10日                             | 嘉賓                       |
| 2018年        | 萬千星輝賀台慶2018           | 11月19日                             | 演出嘉賓                   |
| 2018年        | 萬千星輝頒獎典禮2018         | 12月16日                             | 候選人                     |
| 2019年        | 2019國泰航空新春國際匯演之夜 | 2月5日                               | 舞蹈演出                   |
| 2019年        | 流行都市之安宋豬年冇時停     | 2月5日                               | 參賽者                     |
| 2019年        | 快樂中年                     | 第2集 3月19日                        | 嘉賓                       |
| 2019年        | PARK YOHO週末速遞            | 第3、4集                             | 戲劇演出（飾演 淑敏）      |
| 2019年        | 香港唱好演唱會               | 9月14日                              | 音樂演出                   |
| 2019年        | 珍惜香港 發放娛樂 TVB 52年   | 11月19日                             | 演出嘉賓                   |
| 2020年        | 萬千星輝頒獎典禮2019         | 1月12日                              | 候選人                     |
| 2020年        | 娛樂大家十點半               | 第15集                               | 嘉賓                       |
| 2020年        | Big Big Shop感謝祭           | 6月20日                              | 嘉賓                       |
| 2020年        | 萬千星輝賀台慶2020           | 11月19日                             | 出席藝人之一               |
| 2021年        | 萬千星輝頒獎典禮2020         | 1月10日                              | 候選人                     |
| 2021年        | 慈善星輝仁濟夜2021           | 1月23日                              | 參觀醫療中心               |
| 2022年        | 萬千星輝頒獎典禮2021         | 1月2日                               | 候選人                     |
| 2022年        | 識貨2                        | 第5集 1月4日                         | 被推銷藝人之一             |
| 2022年        | 東張西望                     | 1月23日                              | 嘉賓                       |
| 2022年        | 七線人棄王                   | 電視版：1月25日                      | 嘉賓                       |
| 2022年        | 虎躍騰飛迎新歲               | 1月31日                              |                            |
| 2022年        | 思家大戰                     | 2月13日                              | 嘉賓                       |
| 2022年        | 開心無敵獎門人               | 9月11日                              | 嘉賓                       |
| 2022年        | 我們的主題曲                 | 第1集 10月9日                        | 嘉賓                       |
| 2022年        | 萬千星輝賀台慶2022           | 11月19日                             | 出席藝人之一               |
| 2023年        | 魔法伽利略                   | 第3集 2月9日                         | 嘉賓                       |
| 2023年        | 萬千星輝賀台慶2023           | 11月19日                             | 出席藝人之一               |
| 2024年        | 龍舞雲祥年初⼀               | 2月10日                              |                            |
| 2024年        | 早D知早D醫                   | 第8集 5月7日                         | 嘉賓                       |

### 音樂錄像
| 年份   | 歌名                                  | 歌手   |
| 2003年 | Mr.Cool                               | 古天樂 |
| 2006年 | 花灑                                  | 古巨基 |
| 2007年 | 木紋（與高鈞賢合演）                  | 何韻詩 |
| 2007年 | 有過去的女人（TVB版、與簡慕華等合演） | 楊千嬅 |

## 音樂作品

### 歌曲
- 2019年：《開心速遞》（劇集《愛·回家之開心速遞》主題曲，與其他演員合唱）
- 2022年：《今年好笑口》（歌曲《倒轉地球》改詞，與其他演員合唱）

## 獎項及提名
| 年份   | 頒獎典禮                | 獎項                                 | 角色                                 | 結果       |
| ------ | ----------------------- | ------------------------------------ | ------------------------------------ | ---------- |
| 2000年 | 2000年度香港小姐競選    | 網上最奪目小姐                       | 不適用                               | 獲獎       |
| 2005年 | 萬千星輝頒獎典禮2005    | 飛躍進步女藝員                       | 《翻新大少》戴少麗                   | 提名       |
| 2017年 | 第2屆觀眾在民間電視大奬 | 民選最佳女配角                       | 《愛·回家之開心速遞》龍力蓮          | 獲獎       |
| 2017年 | 2017香港電視大獎        | 女配角獎（劇集）                     | 《愛·回家之開心速遞》龍力蓮          | 得票率第二 |
| 2017年 | 萬千星輝頒獎典禮2017    | 最佳女配角                           | 《愛·回家之開心速遞》龍力蓮          | 最後五強   |
| 2018年 | 萬千星輝頒獎典禮2018    | 馬來西亞最喜愛TVB女主角              | 《愛·回家之開心速遞》龍力蓮          | 提名       |
| 2018年 | 萬千星輝頒獎典禮2018    | 新加坡最喜愛TVB女主角                | 《愛·回家之開心速遞》龍力蓮          | 提名       |
| 2018年 | 萬千星輝頒獎典禮2018    | 最佳女配角                           | 《愛·回家之開心速遞》龍力蓮          | 獲獎       |
| 2018年 | 萬千星輝頒獎典禮2018    | 最受歡迎電視拍檔（與許家傑一同提名） | 《愛·回家之開心速遞》龍力蓮、宋瑞輝  | 提名       |
| 2018年 | 第3屆觀眾在民間電視大奬 | 民選最佳女配角                       | 《愛·回家之開心速遞》龍力蓮          | 獲獎       |
| 2018年 | 第3屆觀眾在民間電視大奬 | 民選最佳戲劇拍檔（與許家傑一同提名)  | 《愛·回家之開心速遞》 龍力蓮、宋瑞輝 | 得票率第二 |
| 2018年 | Yahoo搜尋人氣大獎2018   | 人氣電視女角色                       | 《愛·回家之開心速遞》龍力蓮          | 獲獎       |
| 2018年 | Yahoo搜尋人氣大獎2018   | 人氣電視螢幕情侶（與許家傑一同獲獎） | 《愛·回家之開心速遞》 龍力蓮、宋瑞輝 | 獲獎       |
| 2018年 | 2018香港電視大獎        | 最佳女配角                           | 《愛·回家之開心速遞》龍力蓮          | 獲獎       |
| 2019年 | 萬千星輝頒獎典禮2019    | 最受歡迎電視女角色                   | 《愛·回家之開心速遞》龍力蓮          | 最後五強   |
| 2019年 | 萬千星輝頒獎典禮2019    | 最受歡迎電視拍檔                     | 《愛·回家之開心速遞》龍力蓮、宋瑞輝  | 提名       |
| 2019年 | 第4屆觀眾在民間電視大奬 | 民選最佳女配角                       | 《愛·回家之開心速遞》龍力蓮          | 最後五強   |
| 2020   | 萬千星輝頒獎典禮2020    | 最佳女主角                           | 《愛·回家之開心速遞》龍力蓮          | 最後五強   |
| 2020   | 萬千星輝頒獎典禮2020    | 馬來西亞最喜愛TVB女主角              | 《愛·回家之開心速遞》龍力蓮          | 提名       |
| 2021年 | 萬千星輝頒獎典禮2021    | 最佳女主角                           | 《愛·回家之開心速遞》龍力蓮          | 提名       |
| 2021年 | 萬千星輝頒獎典禮2021    | 最受歡迎電視女角色                   | 《愛·回家之開心速遞》龍力蓮          | 提名       |
| 2021年 | 萬千星輝頒獎典禮2021    | 馬來西亞最喜愛TVB女主角              | 《愛·回家之開心速遞》龍力蓮          | 提名       |
| 2021年 | 萬千星輝頒獎典禮2021    | 最受歡迎電視拍檔                     | 《愛·回家之開心速遞》龍力蓮、宋瑞輝  | 獲獎       |

## 外部連結
- 林淑敏的新浪微博
- 林淑敏在香港影庫上的簡介
- 林淑敏的Instagram帳戶
- 林淑敏的Facebook專頁